# Debby Hess
Debby Hess  (* 1963 in Boston, Massachusetts) ist eine israelische Miss-Wahlteilnehmerin und Psychologin.

## Leben
Hess wurde als Tochter einer Englischlehrerin geboren. Mit fünf Jahren wanderte sie nach Israel aus. Sie tanzte in einer Jazzband in Jerusalem und hat in mehreren Studentenfilmen mitgewirkt. Im Jahr 1981 erschien sie in dem Film "First Love" mit Yiftach Katzur. 1982 nahm sie am Wettbewerb zur Wahl zur Miss Israel teil und gewann diesen. Als solche vertrat sie Israel bei dem Miss-Universe-Wettbewerb.
Nach einem Psychologiestudium an der Hebräischen Universität Jerusalem arbeitete sie als klinische Jugendpsychologin und ist auch in der Entwicklungspsychologie aktiv.